# Doom at Your Service
Doom at Your Service (hangul: 어느 날 우리 집 현관으로 멸망이 들어왔다) (bra: Desgraça ao Seu Dispor) é uma série de televisão sul-coreana de 2021 estrelada por Park Bo-young e Seo In-guk. Foi ao ar na tvN entre 10 de maio a 29 de junho de 2021.

## Sinopse
Tak Dong-kyung (Park Bo-young), editora de uma empresa de web novels, vive uma vida bastante comum até que se depara com um destino inesperado. Em único dia, ela descobre que está morrendo de glioblastoma e tem apenas três meses de vida, que seu namorado vai ser pai e que já tem uma esposa, recebe uma bronca de seu superior no trabalho e é perseguida por um pervertido na rua.
Alcoolizada e refletindo sobre seus problemas, ela vê uma estrela cadente em seu apartamento na cobertura e deseja, bêbada, que o mundo acabe. Seu desejo é ouvido por Myul Mang (Seo In-guk), um ser sobrenatural, mensageiro entre deuses e humanos. Em seu aniversário, ele escolhe o desejo de um humano para realizar. Cansado de seu destino, ele escolhe cumprir o desejo de Dong-kyung de acabar com o mundo.
Dong-kyung acaba assinando um contrato de cem dias com Myul Mang, arriscando tudo o que ela tem e conhece.

## Elenco

### Principal
- Park Bo-young como Tak Dong-kyung, uma editora de web novels que trabalhou, durante seis anos, na Life Story. Ela tem se esforçado muito em seu emprego desde que seus pais morreram em um acidente.[2][4]
- Seo In-guk como Myul Mang/Kim Sa-ram,[a] um mensageiro entre deuses e humanos que apenas segue seu destino. Cansado de sua vida imortal e de trazer infortúnios, ele decide acabar com o mundo e, assim, trazer a desgraça sobre si mesmo.[2][4][9]
- Lee Soo-hyuk como Cha Joo-ik, colega de Dong-kyung e líder da equipe da editora Life Story.[2]
- Kang Tae-oh como Lee Hyun-kyu, colega de quarto de Joo-ik e dono de um café.[2]
- Shin Do-hyun como Na Ji-na/Lee Hyun (pseudônimo), a melhor amiga de Dong-kyung que desenha e escreve web novels.[2]

### De apoio

#### Família de Dong-kyung
- Dawon como Tak Sun-kyung, irmão mais novo de Dong-kyung.[10]
- Woo Hee-jin como Kang Soo-ja, tia de Dong-kyung e Sun-kyung.

#### Pessoas na Life Story
- Song Jin-woo como Park Chang-shin, o CEO da Life Story.
- Song Joo-hee como Jo Ye-ji, amiga de Dong-kyung que é funcionária da Life Story.[11]
- Choi So-yoon como Kim Da-in/Shanghai Park (pseudônimo), colega de Dong-kyung.[12]
- Park Tae-in como Park Jung-min, um novo funcionário da equipe da Life Story.[13]
- Lee Seung-joon como Jung Seung-joon/Jung Dang-myeon (pseudônimo), neurocirurgião e também autor de web novels.
- Heo Jae-ho como Jijo King (pseudônimo), um autor de web novels.
- Nam Da-reum como Park Young/Gwi Gong-ja "Young Prince" (pseudônimo), autor de web novels e a estrela da Life Story. Ele é um estudante do ensino médio.[14]
- Oh Yeon-ah como Dalgona (pseudônimo), uma autora de web novels.
- Son Woo-hyeon como Siberia (pseudônimo), autor de web novels.

#### Outros
- Jung Ji-so como uma deusa

### Participações especiais
- Kim Ji-seok como Jo Dae-han, ex-namorado de Dong-kyung (Ep. 2–3)[15]
- Han Ye-ri como uma paciente (Ep. 3, 6)[16]
- Kwon Soo-hyun como o encontro às cegas de Dong-kyung (Ep. 6)[17]
- Daniel C. Kennedy como Kevin, tio de Dong-kyung e marido de Soo-ja.[18]

## Trilha sonora
| N.º | Título                                           | Artista             | Duração |  |
| 1.  | "Breaking Down"                                  | Ailee               | 3:43    |  |
| 2.  | "Love Sight" (널 보면 시간이 멈춰 어느 순간에도) | Tomorrow X Together | 4:12    |  |
| 3.  | "U"                                              | Baekhyun            | 3:44    |  |
| 4.  | "I Wanna Be with You"                            | Gummy               | 4:07    |  |
| 5.  | "All of My Love"                                 | Davichi             | 4:18    |  |
| 6.  | "This Is Love"                                   | Sondia              | 3:55    |  |
| 7.  | "Distant Fate" (아득한 먼 훗날 우리가)           | Seo In-guk          | 4:03    |  |
| 8.  | "Breaking Down" (Inst.)                          | Ailee               | 3:43    |  |
| 9.  | "Love Sight" (Inst.)                             | Tomorrow X Together | 4:12    |  |
| 10. | "U" (Inst.)                                      | Baekhyun            | 3:43    |  |
| 11. | "I Wanna Be with You" (Inst.)                    | Gummy               | 4:07    |  |
| 12. | "All of My Love" (Inst.)                         | Davichi             | 4:18    |  |
| 13. | "This Is Love" (Inst.)                           | Sondia              | 3:55    |  |
| 14. | "Distant Fate" (Inst.)                           | Seo In-guk          | 4:03    |  |
| 15. | "Opening Title" (오프닝 타이틀)                  | Byun Dong-wook      | 1:00    |  |
| 16. | "Doom" (멸망)                                    | Shin Min-yong       | 2:12    |  |
| 17. | "The Other Side of Life" (삶의 이면)             | Yoo Jong-hyun       | 2:24    |  |
| 18. | "First Greeting" (첫인사)                        | Jin Myeong-yong     | 1:46    |  |
| 19. | "Unusual Person" (엉뚱한 그대)                   | Yoo Jong-hyun       | 1:54    |  |
| 20. | "Destiny to Love" (사랑할 운명)                  | Daniel Lee          | 3:33    |  |
| 21. | "At the End of Life" (인생의 끝에서)             | Im Ha-yeong         | 3:27    |  |
| 22. | "Eternity" (영원)                                | Jin Myeong-yong     | 3:00    |  |

### Part 1
| Lançado em 17 de maio de 2021 |                         |                                          |                                          |                |         |  |
| N.º                           | Título                  | Letras                                   | Música                                   | Artista        | Duração |  |
| 1.                            | "Breaking Down"         | Kim Chang-rak Kim Soo-bin (Aiming) Atone | Kim Chang-rak Kim Soo-bin (Aiming) Atone | Ailee          | 3:43    |  |
| 2.                            | "Breaking Down" (Inst.) |                                          | Kim Chang-rak Kim Soo-bin (Aiming) Atone |                | 3:43    |  |
| Duração total:                | Duração total:          | Duração total:                           | Duração total:                           | Duração total: | 7:26    |  |

### Part 2
| Lançado em 24 de maio de 2021 |                                                  |                |                |                     |         |  |
| N.º                           | Título                                           | Letras         | Música         | Artista             | Duração |  |
| 1.                            | "Love Sight" (널 보면 시간이 멈춰 어느 순간에도) | AVGS Jymon     | AVGS Jymon     | Tomorrow X Together | 4:12    |  |
| 2.                            | "Love Sight" (Inst.)                             |                | AVGS Jymon     |                     | 4:12    |  |
| Duração total:                | Duração total:                                   | Duração total: | Duração total: | Duração total:      | 8:24    |  |

### Part 3
| Lançado em 31 de maio de 2021 |                |                                                    |                                                               |                |         |  |
| N.º                           | Título         | Letras                                             | Música                                                        | Artista        | Duração |  |
| 1.                            | "U"            | Kim Chang-rak Kim Soo-bin (Aiming) Hwang Seo-young | Kim Chang-rak Kim Soo-bin (Aiming) No Young-won Kwon Soo-hyun | Baekhyun       | 3:44    |  |
| 2.                            | "U" (Inst.)    |                                                    | Kim Chang-rak Kim Soo-bin (Aiming) No Young-won Kwon Soo-hyun |                | 3:43    |  |
| Duração total:                | Duração total: | Duração total:                                     | Duração total:                                                | Duração total: | 7:27    |  |

### Part 4
| Lançado em 7 de junho de 2021 |                               |                                               |                                                   |                |         |  |
| N.º                           | Título                        | Letras                                        | Música                                            | Artista        | Duração |  |
| 1.                            | "I Wanna Be with You"         | Yoon Kyung-won Hwang Seo-young Hwang Eun-jung | Kim Chang-rak Kim Soo-bin (Aiming) Choi Jae-young | Gummy          | 4:07    |  |
| 2.                            | "I Wanna Be with You" (Inst.) |                                               | Kim Chang-rak Kim Soo-bin (Aiming) Choi Jae-young |                | 4:07    |  |
| Duração total:                | Duração total:                | Duração total:                                | Duração total:                                    | Duração total: | 8:14    |  |

### Part 5
| Lançado em 14 de junho de 2021 |                          |                |                                              |                |         |  |
| N.º                            | Título                   | Letras         | Música                                       | Artista        | Duração |  |
| 1.                             | "All of My Love"         | Davichi        | Kim Chang-rak Kim Soo-bin (Aiming) Jo Se-hee | Davichi        | 4:18    |  |
| 2.                             | "All of My Love" (Inst.) |                | Kim Chang-rak Kim Soo-bin (Aiming) Jo Se-hee |                | 4:18    |  |
| Duração total:                 | Duração total:           | Duração total: | Duração total:                               | Duração total: | 8:36    |  |

### Part 6
| Lançado em 21 de junho de 2021 |                        |                                      |                           |                |         |  |
| N.º                            | Título                 | Letras                               | Música                    | Artista        | Duração |  |
| 1.                             | "This Is Love"         | Song Yang-ha Kim Jae-hyun Lee Joo-ah | Song Yang-ha Kim Jae-hyun | Sondia         | 3:55    |  |
| 2.                             | "This Is Love" (Inst.) |                                      | Song Yang-ha Kim Jae-hyun |                | 3:55    |  |
| Duração total:                 | Duração total:         | Duração total:                       | Duração total:            | Duração total: | 7:50    |  |

### Part 7
| Lançado em 22 de junho de 2021 |                                        |                     |                            |                |         |  |
| N.º                            | Título                                 | Letras              | Música                     | Artista        | Duração |  |
| 1.                             | "Distant Fate" (아득한 먼 훗날 우리가) | Kim Eana Seo In-guk | Seo In-guk Park Kyung-hyun | Seo In-guk     | 4:03    |  |
| 2.                             | "Distant Fate" (Inst.)                 |                     | Seo In-guk Park Kyung-hyun |                | 4:03    |  |
| Duração total:                 | Duração total:                         | Duração total:      | Duração total:             | Duração total: | 8:06    |  |

## Audiência
| Temporada | Temporada | Ep. 1 | Ep. 2 | Ep. 3 | Ep. 4 | Ep. 5 | Ep. 6 | Ep. 7 | Ep. 8 | Ep. 9 | Ep. 10 | Ep. 11 | Ep. 12 | Ep. 13 | Ep. 14 | Ep. 15 | Ep. 16 | Audiência |
| --------- | --------- | ----- | ----- | ----- | ----- | ----- | ----- | ----- | ----- | ----- | ------ | ------ | ------ | ------ | ------ | ------ | ------ | --------- |
|           | 1         | 933   | 1003  | 951   | 765   | 732   | 938   | 844   | 692   | 690   | 662    | 673    | 552    | 773    | 658    | 543    | 586    | 749       |

| Ep. | Data de transmissão original | Parcela média de audiência (Nielsen Korea) | Parcela média de audiência (Nielsen Korea) |
| Ep. | Data de transmissão original | Nacional                                   | Seul                                       |
| --- | ---------------------------- | ------------------------------------------ | ------------------------------------------ |
| 1 | 10 de maio de 2021           | 4.118% (1º)                                | 4.238% (1º)                                |
| 2 | 11 de maio de 2021           | 4.422% (1º)                                | 4.926% (1º)                                |
| 3 | 17 de maio de 2021           | 3.952% (1º)                                | 4.521% (1º)                                |
| 4 | 18 de maio de 2021           | 3.194% (1º)                                | 3.390% (1º)                                |
| 5 | 24 de maio de 2021           | 3.384% (1º)                                | 3.863% (1º)                                |
| 6 | 25 de maio de 2021           | 3.343% (1º)                                | 4.066% (1º)                                |
| 7 | 31 de maio de 2021           | 3.297% (1º)                                | 3.702% (1º)                                |
| 8 | 1 de junho de 2021           | 2.789% (1º)                                | 3.371% (1º)                                |
| 9 | 7 de junho de 2021           | 2.505% (1º)                                | 2.922% (1º)                                |
| 10 | 8 de junho de 2021           | 2.473% (2º)                                | 2.714% (2º)                                |
| 11 | 14 de junho de 2021          | 2.517% (1º)                                | 2.894% (1º)                                |
| 12 | 15 de junho de 2021          | 2.351% (2º)                                | 2.318% (2º)                                |
| 13 | 21 de junho de 2021          | 2.899% (1º)                                | 3.511% (1º)                                |
| 14 | 22 de junho de 2021          | 2.521% (2º)                                | 2.947% (1º)                                |
| 15 | 28 de junho de 2021          | 2.334% (1º)                                | 2.865% (1º)                                |
| 16 | 29 de junho de 2021          | 2.340% (2º)                                | 2.630% (2º)                                |
| Média | Média                        | 3.027%                                     | 3.430%                                     |
| - Na tabela acima, os números em azul representam a audiência média mais baixa e os números em vermelho representam a audiência média mais alta. - Esta série foi ao ar em um canal a cabo/TV paga que normalmente tem uma audiência relativamente menor em comparação com a TV aberta/emissoras públicas (KBS, SBS, MBC e EBS). |                              |                                            |                                            |

## Transmissão internacional
A série foi vendida para cerca de 150 países. Ela está disponível para streaming em diversas plataformas ao redor do mundo, como Viki, Viu, U-Next no Japão, iQIYI em Taiwan, e Now TV em Hong Kong. Também foi ao ar na Mnet Japan em 23 de outubro de 2021.

## Artigos em lista
| Editora | Ano  | Lista                                  | Classificação | Ref.   |
| ------- | ---- | -------------------------------------- | ------------- | ------ |
| NME     | 2021 | Os 10 melhores dramas coreanos de 2021 | 10º           | [ 31 ] |